# Антигона Македонска
Антигона Македонска (на старогръцки: Ἀντιγόνη, Antigone; * IV век пр. Хр. в Древна Македония; † неизвестно) e дъщеря на Касандър, брат на Антипатър.
Произлиза от Еордеа, в Кожани.
Омъжва се за Магас Македонски. Тя е майка на Береника I, която през 317 г. пр. Хр. става съпруга на Птолемей I Сотер (упр. 304–282 г. пр. Хр.) и царица от Династията на Птолемеите.
Антигона е баба на:
- Магас, който става 301 г. пр. Хр. цар на Кирена, на Антигона от Епир, която ок. 298 г. пр. Хр. става първата съпруга на цар Пир от Епир, на Теоксена, която се омъжва ок. 295 г. пр. Хр. за Агатокъл, тиран на Сиракуза,
- Арсиноя II Филаделф, фараон Птолемей II Филаделф и на Филотера.